# 球二孢菌素
球二孢菌素是一种有机化合物，化学式为C7H12O3，它是一种由青霉菌产生的抗生素真菌毒素。它可由2-羟基-3-甲基-4-乙烯基四氢呋喃在氯化钯和乙酸铜的催化下被氧气氧化制得。